# La Provincia Pavese
la Provincia Pavese è il principale quotidiano di Pavia e provincia, edito da SAE Lombardia S.r.l..

## Storia
La testata nasce il 4 giugno 1879 come trisettimanale, definendosi «patriottico e progressista, libera voce di Pavia». Il suo fondatore e primo direttore Contardo Montini, di ideologia convintamente mazziniana, proviene dagli ambienti dei volontari garibaldini ed è il primo a sottolineare la continuità editoriale con La Canaglia, un settimanale repubblicano che aveva visto la luce nel 1870.
La prima svolta importante arriva con il nuovo secolo; dal 1º dicembre 1907 la Provincia Pavese, passata dall'anno precedente sotto la proprietà di Abele Boerchio, si trasforma in quotidiano e con l'inizio del primo conflitto mondiale si schiera a favore dell'intervento italiano in guerra. Una delle vittime pavesi al fronte sarà nel 1917 Carlo Ridella, da qualche anno direttore del giornale, caduto sul Carso. È però l'epoca fascista a segnare nel modo più pesante l'attività del quotidiano, in quanto Boerchio si schiera senza mezzi termini contro il regime di Benito Mussolini, che nel 1924 ordina la chiusura del giornale.
Le pubblicazioni riprendono soltanto nel 1943, nel pieno della seconda guerra mondiale, ma l'occupazione nazista le interrompe immediatamente. Nel luglio 1945, con il ripristino della democrazia in Italia, il Comitato di Liberazione Nazionale restituisce a Boerchio direzione e proprietà del giornale, che riprende a pieno ritmo la sua attività.
Nel 1978 è da registrare la breve assunzione dell'incarico di direttore da parte dello scrittore e fumettista pavese Mino Milani.
Il cambiamento decisivo avviene all'inizio degli anni ottanta, quando la Provincia Pavese viene venduta dalla famiglia Boerchio al Gruppo Editoriale L'Espresso di Carlo Caracciolo: il quotidiano cambia formato, scegliendo il tabloid, e sperimenta assieme agli altri quotidiani del gruppo un modo completo e innovativo di fare informazione locale, che ne decreta un crescente successo presso i lettori. Vengono istituite redazioni staccate nei due centri più importanti della provincia dopo il capoluogo, cioè Voghera e Vigevano, ed il giornale sceglie di proporre tre edizioni diverse per le tre aree geografiche in cui la provincia si suddivide: Pavese, Oltrepò e Lomellina.
Nel 1997 è stato compiuto il primo esperimento online, con la realizzazione di un sito web di servizio e informazione in collaborazione con l'Università di Pavia. Nel settembre del 1999 la più recente novità: l'introduzione del colore ed un ulteriore miglioramento della grafica.
Nel 2007 la Provincia Pavese ritrova slancio con nuove iniziative e inchieste più attente a interpretare domande e interessi della comunità locale, e si rafforza temporaneamente il rapporto con i suoi lettori e il territorio.
Il 13 febbraio 2024, è stato reso noto che era in corso una trattativa fra il Gruppo GEDI e un acquirente, sulla cui identità è stato mantenuto il riserbo, per la vendita de la Provincia Pavese; i giornalisti della testata hanno quindi indetto uno sciopero per il giorno successivo. Il 13 dicembre seguente, il Gruppo GEDI ha comunicato in una nota di aver raggiunto un accordo preliminare per la cessione del giornale e delle sue attività digitali al Gruppo Sae, che in precedenza aveva già rilevato Il Tirreno, La Nuova Sardegna, la Gazzetta di Modena, la Gazzetta di Reggio e La Nuova Ferrara. Nel maggio del 2025, Italia Oggi ha reso noto che la Provincia Pavese era in fase di integrazione operativa nelle attività del gruppo Sae.
La cessione si è perfezionata il 2 luglio 2025.

## Diffusione
Al 2019 risulta il quarantanovesimo quotidiano italiano per diffusione.
| Anno | Copie vendute |
| ---- | ------------- |
| 2018 | 11 247        |
| 2017 | 12 261        |
| 2016 | 13 672        |
| 2015 | 14 587        |
| 2014 | 15 701        |
| 2013 | 16 546        |
| 2012 | 17 386        |
| 2011 | 18 986        |
| 2010 | 19 780        |
| 2009 | 21 385        |
| 2008 | 21 447        |
| 2007 | 22 085        |
| 2006 | 21 809        |
| 2005 | 22 119        |
| 2004 | 22 616        |
| 2003 | 23 251        |
| 2002 | 23 626        |
| 2001 | 24 702        |
| 2000 | 24 803        |
| 1999 | 24 701        |
| 1998 | 24 900        |
| 1997 | 24 459        |
| 1996 | 24 620        |
| 1995 | 24 962        |
| 1994 | 26 493        |
| 1993 | 27 006        |
| 1992 | 26 445        |
| 1991 | 24 206        |
| 1990 | 23 825        |
| 1985 | 18 501        |
| 1980 | 9 523         |

Dati Ads - Accertamenti Diffusione Stampa.